# Parkour ai Giochi mondiali 2022
Le competizioni di parkour ai Giochi mondiali 2022 si sono svolte dal 10 all'1 luglio 2022 allo Sloss Furnaces di Birmingham in Alabama, negli Stati Uniti d'America. L'evento era originariamente stato calendarizzato nel luglio 2021, ma i Giochi mondiali sono stati riprogrammati per l'anno successivo a seguito del rinvio dei Giochi olimpici estivi di Tokyo 2020, dovuto all'insorgere dell'emergenza sanitaria causata dalla pandemia di COVID-19.

## Podi

### Uomini
| Specialità           | Oro                 | Argento          | Bronzo           |
| Speedrun (dettagli)  | Bohdan Kolmakov     | Andrea Consolini | David Nelmes     |
| Freestyle (dettagli) | Ioakeim Theodoridis | Elis Torhall     | Jérémy Lorsignol |

### Donne
| Specialità           | Oro              | Argento          | Bronzo       |
| Speedrun (dettagli)  | Miranda Tibbling | Noa Man          | Hikari Izumi |
| Freestyle (dettagli) | Noa Man          | Miranda Tibbling | Hikari Izumi |

## Medagliere
| Posiz. | Nazione     | Oro | Argento | Bronzo | Totale |
| ------ | ----------- | --- | ------- | ------ | ------ |
| 1      | Svezia      | 1   | 2       | 0      | 3      |
| 2      | Paesi Bassi | 1   | 1       | 0      | 2      |
| 3      | Grecia      | 1   | 0       | 0      | 1      |
| 3      | Ucraina     | 1   | 0       | 0      | 1      |
| 5      | Italia      | 0   | 1       | 0      | 1      |
| 6      | Giappone    | 0   | 0       | 2      | 2      |
| 7      | Belgio      | 0   | 0       | 1      | 1      |
| 7      | Regno Unito | 0   | 0       | 1      | 1      |
| Totale | Totale      | 4   | 4       | 4      | 12     |